# 迪里 (索姆省)
迪里（法語：Dury，法語發音：[dyʁi]）是法国上法兰西大区索姆省的一个市镇，位于该省中部偏南，省会亚眠市区以南，属于亚眠区。

## 地理
迪里（49°50'43"N, 2°16'10"E）面积10.99 平方千米，位于法国上法蘭西大區索姆省，该省份为法国北部沿海省份，北起加来海峡省和北部省，西接滨海塞纳省和大西洋英吉利海峡，南至瓦兹省，东临埃纳省。
与迪里接壤的市镇（或旧市镇、城区）包括：亚眠、埃贝库尔、圣菲西安、萨勒、萨卢埃勒、塞勒河畔韦尔。

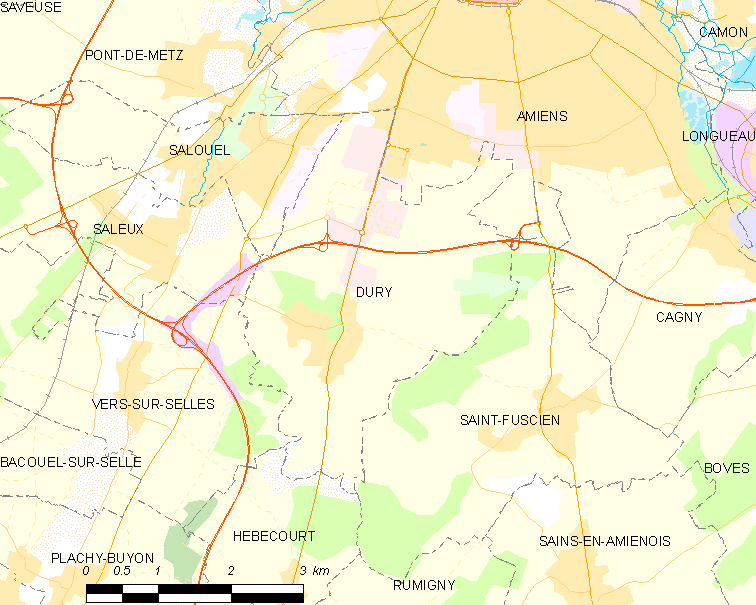
的OSM定位图

迪里的时区为UTC+01:00、UTC+02:00（夏令时）。

## 行政
迪里的邮政编码为80480，INSEE市镇编码为80261。

## 政治
迪里所属的省级选区为亚眠第六县。

## 人口

1962-2008年间人口变化图示

迪里于2022年1月1日时的人口数量为1448人。